# Crudul adevăr
Crudul adevăr (în original Home Truths) este o nuvelă scrisă de David Lodge.

## Introducere
Scrisă inițial ca piesă de teatru, Crudul adevăr a fost jucată în februarie 1998 la Birmingham Repertory Theatre din Birmingham. Deși bine primită de public (în trei săptămâni, ea a fost vizionată de 7000 de spectatori), piesa a avut mai degrabă o rezonanță locală. Pentru a putea atinge un public mai larg, Lodge s-a gândit să o publice și în formă scrisă. Ideea de a o publica fără o aprofundare a caracterelor sau subiectului nu s-a bucurat însă de o primire entuziastă în rândul publicațiilor care inițial se arătaseră interesate. Lodge nu a abandonat însă proiectul; în martie 1999, în timpul unui colocviu susținut în Paris, el a discutat cu corespondenta unei publicații franțuzești cu care colaborase în trecut și care și-a manifestat imediat interesul pentru traducerea piesei în limba franceză, și mai ales de ideea unei nuvele. Aceasta a văzut lumina tiparului în același an. 
Adaptarea unei piese de teatru este una dintre cele mai ciudate forme de adaptare. De obicei, se adaptează în sensul invers: o nuvelă, un roman de succes sunt adaptate pentru scenă, pentru micul sau marele ecran. O adaptare inversă este cu atât mai ciudată cu cât nuvela Crudul adevăr nu oferă nimic în plus, din mai multe puncte de vedere, față de textul piesei de teatru. Acțiunea este la fel de limitată în spațiu și timp, personajele nu beneficiază de o analiză psihologică, scriitorul limitându-se la a nota ce se întâmplă pe scenă. Singurul punct în care autorul și-a permis o dezvoltare față de piesa de teatru se află in ultima parte, în care autorul notează cu finete stările sufletești și transformările prin care trece unul din personaje - jurnalista Fanny Tarrant. 

## Fir narativ
Acțiunea se desfășoară de-a lungul a trei săptămâni(mai precis trei duminici), în acelasi loc și e concentrată în patru personaje. Nuvela debutează într-un decor rustic, într-o dimineață liniștită de duminică. Un cuplu, Adrian și Elenor Ladlow, iau micul dejun pe veranda casei. Scena pastorală e întreruptă de descoperirea, între paginile ziarului de duminică, a unui interviu cu Sam Sharp, scriitor și vechi prieten al celor doi. Întreaga nuvelă, ca și piesa de la care a pornit, are în centrul său interviul. Interviul este, pentru un scriitor contemporan, așa cum o spune Lodge însuși, ceva banal, e doar un alt fel de a face reclamă ultimei cărți sau celui mai nou proiect. El este însă un cuțit cu două tăișuri: pe de o parte stă intervievatul care încearcă să se întipărească în mintea cititorului într-un anumit fel, iar pe cealaltă parte se află intervievatorul, care dorește să scoată la iveală secretele intervievatului. Fanny Tarrant, o jurnalistă de scandal, personajul în jurul căruia se țese întreaga intrigă a nuvelei, este cunoscută tocmai pentru impertinența cu care dezvăluie cele mai scandaloase lucruri despre subiecții săi, subiecți pe care îi disecă cu o abilitate ce o face temută de potențialele victime, citită cu aviditate de publicul doritor de bârfe și urâtă cu pasiune de subiecții care deseori suferă adevărate traume la citirea articolelor ei. Pe măsură ce Elenor citește, punctând cu uimire și dezgust momentele cele mai dizgrațioase ale interviului, cititorul își face o imagine foarte acută a capacității distructive a jurnalistei. Adrian nu este atât de afectat de dezvăluirile și notele scandaloase ale interviului: fusese contactat de jurnalistă pentru detalii picante pe care, conform spuselor sale, refuzase să le ofere. Discuția celor doi este întreruptă de apariția lui Sam Sharp, pe cât de distrus pe atit de hotărât să se răzbune pe jurnalista infamă în plasa căreia căzuse atât de lamentabil. Planul acestuia este simplu: Adrian, prietenul lui loial, va accepta să i se ia un interviu și va transforma acest inteviu, cu abilitate, într-un contra-interviu, rezultatele investigației subtile urmând a fi publicate într-un ziar concurent. Elenor este total împotriva acestui proiect, dar Adrian acceptă într-un final, spre uimirea lui Sam, ce nu spera să își convingă atât de ușor prietenul să intre în văgăuna viperei. Pentru Adrian interviul este însă o ieșire din monotonia vieții patriarhale, o joacă, ca pe vremea studenției, când cei doi prieteni se întreceau în șotii. 
Peste exact o săptămână, Adrian Ladlow își așteaptă liniștit prada. Soția decisese să nu ia parte la penibila mascaradă și plecase să își viziteze mătușa. Fanny Tarrant se arată a fi, încă de la începutul interviului, o admiratoare a lui Adrian. Ea reușește să îl flateze din primele minute, cerându-i un autograf pe cea mai vândută carte a sa. Cu gândul la capcana pe care el însuși o întindea jurnalistei, Adrian Ladlow înregistrează întreg interviul, răspunde vag sau prin alte întrebări, punând la încercare răbdarea jurnalistei. Până la urmă, cei doi fac saună împreună, în sauna improvizată de scriitor în curtea casei sale. Atmosfera se degajează aparent între cei doi. Ladlow, prea devreme convins de victorie, lasă garda jos și îi povestește jurnalistei - "off the record" - un detaliu picant din viața soției sale, pe care Fanny Tarrant îl va folosi mai târziu cu abilitate impotriva sa. În momentul în care Ladlow îi atingea delicat jurnalistei tatuajul de pe braț intră în scenă soția. Fanny Tarrant observă cu agilitate gelozia din privirea lui Elenor și scapă, ca din întâmplare, informația pe care tocmai o primise de la Adrian Ladlow. Așa cum era de așteptat, soția, încă puternic influențată de scena intimă pe care o întrerupsese și indignată de dezvăluirile soțului, îi furnizează jurnalistei informația pe care aceasta încercase să o smulgă scriitorului: retragerea din viața publică fusese o decizie dictată de eșecul profesional. Elenor Ladlow își dă seama de greșeala făcută doar în momentul în care jurnalista, mulțumită de scuccesul repurtat, își închide casetofonul și pleacă. 
Peste încă o săptămână ne aflăm din nou în sufrageria cuplului Ladlow, care așteaptă cu încordare apariția ziarului de duminică. Adrian comunică cu soția sa prin intermediul unor bilețele. Aceasta suportă cu stoicism pedeapsa pentru faptul că dezvăluise unul dintre cele mai sumbre secrete ale soțului. Sam Sharp își face apariția și ascultă cu indignare și uimire povestea interviului, propunându-i la final lui Elenor să își părăsească soțul. Tocmai când situația dintre cei trei risca să ia o întorsătură urâtă intră în scenă Fanny Tarrant, răvășită de o noutate care schimbă totul: moartea prințesei Diana, care se petrecuse în acea dimineață. Fanny Tarrant scrisese pentru ediția din duminica respectivă un articol destul de sarcastic cu privire la prințesa Diana și era acum conștientă de reacția negativă a publicului. Evident, nimeni nu va mai fi interesat de dezvăluirile cu privire la Adrian Ladlow. Nici  Adrian Ladlow nu mai este interesat de interviu, fiind cu totul acaparat, ca toate celelalte personaje de altfel, de vestea morții prințesei Diana. Nuvela se încheie cu imaginea celor trei așezați unul lângă celalalt în fața televizorului.

## Personaje

### Fanny Tarrant
Jurnalista de scandal Fanny Tarrant este tocmai de aceea atât de bună în ceea ce face pentru că își urmărește țelul fără nici un fel de scrupule. Pentru a realiza interviuri incitante, jurnalista decurge la tot felul de tertipuri: întrebări-capcană, lingușirea subiectului, dezvăluri picante din viața personală, ba chiar folosirea geloziei ca unealtă pentru a săpa în cotloanele întunecate ale trecutului subiecților. 
Atitudinea jurnalistei față de Sam Sharp este una de dispreț profund și ironic: Sharp este pentru ea un scriitor mediocru și banal care acceptase interviul doar din vanitate. Ca atare, rezultatul este plin de remarci acide și ironice, de sublinieri sarcastice ale tarelor, câteodată comice, ale scriitorului. La întilnirea acestuia după interviu, Fanny se comportă întocmai cum se purtase în articol: cu un dispreț fățiș și fără nici o urmă de regret față de simțămintele – și orgoliul - evident rănite ale lui Sam. 
În ce-l privește însă pe Adrian Ladlow, Fanny Tarrant aplică o cu totul altă tactică: îl lingușește la început, povestindu-i cum fusese influențată în adolescență de romanul de succes al acestuia; îi cere chiar și un autograf pe respectivul roman. Fanny venise în mod cert pregătită să fie atacată de Ladlow datorită interviului cu Sam Sharp. Se trezește însă pusă în fața unor situații ciudate, la care nu se așteptase: Ladlow înregistrează și el interviul, îi propune să se relaxeze împreună cu el, nud, în sauna personală a acestuia și mai apoi îi cercetează foarte de aproape tatuajul de pe braț, creând un moment de tensiune sexuală de care ambii sunt conștienți. Cu toate acestea, Fanny Tarrant rămâne în primul rând o jurnalistă de scandal: ea nu scapă momentul de gelozie al soției și îl exploatează exemplar, smulgându-i acesteia mărturisirea pentru care de fapt venise și de la care Ladlow reușise să se eschiveze. Dacă nu intervenea moartea Dianei și nefericita coincidență a apariției glossei scrise de Tarrant pe marginea vieții Dianei în exact aceeași dimineață, se poate ca interviul cu Ladlow să fii avut urmări destul de grave pentru soții Ladlow: ea era pe punctul de a-l părăsi, iar el ar fi căzut din nou, poate irecuperabil, în depresia din care tocmai reușise să se salveze.
Viața personală a jurnalistei nu este menționată deloc, singurele remarci privitoare la acest subiect se leagă de tatuajul pe care și-l aplicase în fragedă tinerețe, când fusese îndrăgostită-lulea de un așa-zis rebel. Prietenul actual al jurnalistei apare în scena fugitiv și doar pentru a scoate în evidență faptul că Fanny este mai interesată de profesie decât de viața personală: în momentul în care își dă seama de impactul morții Dianei asupra carierei sale, ea anulează imediat planurile de concediu. Cum aceastea îl includ pe prietenul ei, odată cu avionul spre Turcia, Fanny îl pierde și pe prieten, care se va hotărî să se distreze singur. Se prea poate ca prietenul să nu fie singurul lucru pe care Fanny Tarrant îl pierde în această zi nefastă: se știe prea bine cât de iubită fusese Diana de către englezi. Probabil că într-un context normal, articolul lui Fanny Tarrant ar fi fost doar un motiv de discuție la o ceașcă de ceai. Moartea subită și, culmea ironiei, datorită tocmai jurnaliștilor de scandal, poate însă însemna punctul terminus al carierei lui Fanny. Piesa se termină însă fără a dezvălui urmările articolului despre Diana asupra carierei jurnalistei. 